# 笠井贤二
笠井贤二（日语： Kasai Kenji，？—），冈山县出身，日本退役男子乒乓球运动员。他曾经获得1969年世界乒乓球锦标赛男子团体金牌和男子单打铜牌。